# Вімблдон (станція)
51°25′16″ пн. ш. 0°12′22″ зх. д. / 51.421111° пн. ш. 0.206111° зх. д.
Вімблдон (англ. Wimbledon) — станція National Rail, London Underground та Tramlink. Розташована у 3-й тарифній зоні, у Вімблдоні, боро Мертон, Лондон. Пасажирообіг метростанції на 2017 — 12.61 млн осіб, пасажирообіг Tramlink на 2011 — 2.294 млн осіб, пасажирообіг National Rail — 18.509 млн осіб

## Історія
- 21. травня 1838 — відкриття станції у складі London and South Western Railway, як Вімблдон-енд-Мертон.
- 22. жовтня 1855 — відкриття трафіку Wimbledon and Croydon Railway (W&CR).
- 1. жовтня 1868 — відкриття трафіку Tooting, Merton and Wimbledon Railway (TM&WR).
- 3. червня 1889 — відкриття трафіку District Railway (DR, сьогоденна лінія Дистрикт).
- 1. червня 1909 — станція перейменована на Вімблдон.
- 7. липня 1929 — відкриття трафіку Southern Railway (SR).
- 30. травня 2000 — відкриття трафіку Tramlink[5]

## Пересадки
- на автобуси London Buses маршрутів: 57, 93, 131, 156, 163, 164, 200, 219, 493 та нічний маршрут N87.

## Послуги
| Попередня станція | Лінія                  | Лінія                                   | Лінія | Наступна станція |
| ----------------- | ---------------------- | --------------------------------------- | ----- | ---------------- |
| Кінцева           |                        | Лондонський метрополітен Лінія Дистрикт |       | Вімблдон-парк    |
| Кінцева           |                        | Tramlink                                |       | Дандональд-роуд  |
| Ерлсфілд          |                        | National Rail South Western Railway     |       | Рейнс-парк       |
| Гейдонс-роуд      |                        | National Rail Thameslink                |       | Вімблдон-Чейз    |
| Гейдонс-роуд      | National Rail Southern |                                         |       | Вімблдон-Чейз    |